# Джаз-Кечуу
Джаз-Кечуу (кирг. Жаз-Кечүү) — село в Базар-Коргонском районе Джалал-Абадской области Кыргызстана. Входит в состав Кызыл-Ункюрского айылного аймака.

## География
Село расположено в юго-восточной части области, на правом берегу реки Сары-Таш (левый приток реки Кара-Ункюр), на расстоянии приблизительно 47 километров (по прямой) к северо-востоку от города Базар-Коргон, административного центра района. Абсолютная высота — 1508 метров над уровнем моря.

## Население
Согласно оценочным данным Национального статистического комитета Кыргызской Республики, численность населения села на начало 2023 года составляла 605 человек.
| год     | 2009 | 2014 | 2015 | 2020 | 2021 | 2023 |
| ------- | ---- | ---- | ---- | ---- | ---- | ---- |
| человек | 512  | 517  | 530  | 586  | 623  | 605  |